# Pervenstvo Futbol'noj Nacional'noj Ligi 2013-2014
La Pervenstvo Futbol'noj Nacional'noj Ligi 2013-2014, nota anche come PFN Ligi 2013-2014 fu la ventiduesima edizione della seconda serie del campionato russo di calcio. Vide la vittoria finale del Mordovija, che venne promosso in Prem'er-Liga assieme all'Arsenal Tula e alle vincitrici dei play-off, Torpedo Mosca e Ufa. Capocannoniere del torneo fu Aleksandr Kut'in, calciatore dell'Arsenal Tula, con 19 reti realizzate.

## Stagione

### Novità
Dalla PFN Ligi 2012-2013 vennero promossi in Prem'er-Liga l'Ural e il Tom' Tomsk, mentre vennero retrocessi in PPF Ligi il Chimki e il Volgar' Astrachan'. Dalla Prem'er-Liga vennero retrocessi il Mordovija e l'Alanija Vladikavkaz, mentre dalla Vtoroj divizion vennero promossi il Chimik Dzeržinsk, l'Arsenal Tula, l'Angušt Nazran', il Gazovik Orenburg e il Luč-Ėnergija, vincitori dei cinque gironi.
Prima dell'inizio della stagione il Metallurg-Kuzbass rinunciò all'iscrizione per mancanza di copertura finanziaria e si iscrisse in Pervenstvo Professional'noj Futbol'noj Ligi. Di conseguenza, il numero di club partecipanti scese da 20 a 19. Il Petrotrest cambiò denominazione in Dinamo San Pietroburgo dopo aver ottenuto la licenza d'uso del nome "Dinamo".

### Formula
Le 19 squadre partecipanti si sono affrontate in un girone all'italiana con partite di andata e ritorno per un totale di 36 giornate: venivano assegnati tre punti per la vittoria, uno per il pareggio e zero per la sconfitta. Le prime due classificate venivano promosse direttamente in Prem'er-Liga, mentre la terza e la quarta affrontavano la tredicesima e la quattordicesima classificate in Prem'er-Liga in play-off promozione/retrocessione. Al fine di avere nuovamente 20 club nella stagione successiva, solamente le ultime quattro classificate venivano retrocesse direttamente in Pervenstvo Professional'noj Futbol'noj Ligi.

## Squadre partecipanti
| Squadra                | Città           | Stadio                      | Stagione precedente                                |
| ---------------------- | --------------- | --------------------------- | -------------------------------------------------- |
| Alanija Vladikavkaz    | Vladikavkaz     | Stadio Repubblicano Spartak | 16º posto in Prem'er-Liga                          |
| Angušt Nazran'         | Nazran'         | Stadio Ruslan Aushev        | 1º posto nel girone sud di Vtoroj divizion         |
| Arsenal Tula           | Tula            | Arsenal Stadium             | 1º posto nel girone centro di Vtoroj divizion      |
| Baltika                | Kaliningrad     | Stadio Baltika              | 5º posto in PFN Ligi                               |
| Chimik Dzeržinsk       | Dzeržinsk       | Chimik Stadium              | 1º posto nel girone ovest di Vtoroj divizion       |
| Dinamo San Pietroburgo | San Pietroburgo | Stadio Petrovskij           | 12º posto in PFN Ligi                              |
| Enisej                 | Krasnojarsk     | Stadio Centrale             | 10º posto in PFN Ligi                              |
| Gazovik Orenburg       | Orenburg        | Gazovik Stadium             | 1º posto nel girone Volga-Urali di Vtoroj divizion |
| Luč-Ėnergija           | Vladivostok     | Stadio Dinamo               | 1º posto nel girone est di Vtoroj divizion         |
| Mordovija              | Saransk         | Start Stadium               | 15º posto in Prem'er-Liga                          |
| Neftechimik            | Nižnekamsk      | Stadio Neftechimik          | 7º posto in PFN Ligi                               |
| Rotor                  | Volgograd       | Stadio Centrale             | 9º posto in PFN Ligi                               |
| Saljut Belgorod        | Belgorod        | Stadio Saljut               | 13º posto in PFN Ligi                              |
| Sibir'                 | Novosibirsk     | Stadio Spartak              | 8º posto in PFN Ligi                               |
| Šinnik                 | Jaroslavl'      | Stadio Šinnik               | 11º posto in PFN Ligi                              |
| SKA-Ėnergija           | Chabarovsk      | Stadio Lenin                | 4º posto in PFN Ligi                               |
| Spartak-Nal'čik        | Nal'čik         | Stadio Spartak              | 3º posto in PFN Ligi                               |
| Torpedo Mosca          | Mosca           | Stadio Ėduard Strel'cov     | 14º posto in PFN Ligi                              |
| Ufa                    | Ufa             | Stadio Dinamo               | 6º posto in PFN Ligi                               |

## Classifica finale
|  | Pos. | Squadra                | Pt | G  | V  | N  | P  | GF | GS | DR  |
|  | ---- | ---------------------- | -- | -- | -- | -- | -- | -- | -- | --- |
|  | 1.   | Mordovija              | 73 | 36 | 22 | 7  | 7  | 59 | 30 | +29 |
|  | 2.   | Arsenal Tula           | 69 | 36 | 21 | 6  | 9  | 62 | 39 | +23 |
|  | 3.   | Torpedo Mosca          | 65 | 36 | 19 | 8  | 9  | 45 | 22 | +23 |
|  | 4.   | Ufa                    | 61 | 36 | 17 | 10 | 9  | 46 | 35 | +11 |
|  | 5.   | Gazovik Orenburg       | 61 | 36 | 17 | 10 | 9  | 46 | 28 | +18 |
|  | 6.   | Šinnik                 | 57 | 36 | 17 | 6  | 13 | 47 | 37 | +10 |
|  | 7.   | SKA-Ėnergija           | 56 | 36 | 15 | 11 | 10 | 43 | 34 | +9  |
|  | 8.   | Luč-Ėnergija           | 55 | 36 | 15 | 10 | 11 | 40 | 25 | +15 |
|  | 9.   | Baltika                | 54 | 36 | 14 | 12 | 10 | 39 | 31 | +8  |
|  | 10.  | Spartak-Nal'čik        | 51 | 36 | 13 | 12 | 11 | 36 | 34 | +2  |
|  | 11.  | Sibir'                 | 51 | 36 | 13 | 12 | 11 | 38 | 39 | -1  |
|  | 12.  | Alanija Vladikavkaz    | 46 | 36 | 14 | 4  | 18 | 29 | 55 | -26 |
|  | 13.  | Enisej                 | 45 | 36 | 12 | 9  | 15 | 40 | 47 | -7  |
|  | 14.  | Dinamo San Pietroburgo | 43 | 36 | 12 | 7  | 17 | 38 | 46 | -8  |
|  | 15.  | Rotor                  | 41 | 36 | 10 | 11 | 15 | 43 | 40 | +3  |
|  | 16.  | Chimik Dzeržinsk       | 37 | 36 | 10 | 7  | 19 | 29 | 49 | -10 |
|  | 17.  | Neftechimik            | 33 | 36 | 7  | 12 | 17 | 38 | 45 | -7  |
|  | 18.  | Saljut Belgorod        | 27 | 36 | 6  | 9  | 21 | 23 | 56 | -13 |
|  | 19.  | Angušt Nazran'         | 26 | 36 | 3  | 5  | 28 | 23 | 78 | -55 |

Legenda:
      Promossa in Prem'er-Liga 2014-2015.
 Ammessa agli spareggi promozione/retrocessione.
      Ritirata e retrocessa.
      Retrocessa in Pervenstvo Professional'noj Futbol'noj Ligi 2014-2015.
Note:
Tre punti a vittoria, uno a pareggio, zero a sconfitta.
Il 14 febbraio 2014 il Saljut si è ritirato dal campionato per problemi finanziari.
Il 17 febbraio 2014 l'Alanija Vladikavkaz si è ritirato dal campionato per mancanza di fondi a causa della perdita del principale sponsor.
Lo Spartak-Nal'čik e il Rotor non si sono successivamente iscritti alla PFN Ligi.

## Risultati

### Tabellone
|                       | Ala  | Ang  | ArT  | Bal  | DSP  | GaO  | Chi  | Luč  | Mor  | Nef  | Rot  | Sal  | Šin  | Sib  | SKĖ  | SpN  | ToM  | Ufa  | Eni  |
| --------------------- | ---- | ---- | ---- | ---- | ---- | ---- | ---- | ---- | ---- | ---- | ---- | ---- | ---- | ---- | ---- | ---- | ---- | ---- | ---- |
| Alanija Vladikavkaz   | ---- | 1-0  | 2-0  | 1-0  | 3-1  | 3-0  | 4-0  | 0-0  | 0-3  | 2-1  | 2-1  |      | 0-3  | 0-3  | 0-3  | 1-0  | 0-3  | 0-3  | 2-1  |
| Angušt Nazran'        | 1-0  | ---- | 1-3  | 1-2  | 2-0  | 0-1  | 2-1  | 0-2  | 0-0  | 1-1  | 0-2  | 1-1  | 0-2  | 2-2  | 0-1  | 1-2  | 0-2  | 0-1  | 1-2  |
| Arsenal Tula          | 3-0  | 3-0  | ---- | 1-1  | 0-1  | 2-0  | 1-0  | 0-3  | 0-0  | 2-1  | 4-0  | 3-0  | 4-0  | 2-0  | 5-1  | 3-2  | 1-0  | 1-0  | 1-2  |
| Baltika               | 0-1  | 1-0  | 2-1  | ---- | 2-1  | 2-0  | 1-1  | 1-0  | 2-0  | 1-0  | 0-2  | 3-0  | 2-2  | 0-0  | 3-0  | 1-0  | 0-0  | 1-1  | 0-0  |
| Dinamo S. Pietroburgo | 3-0  | 4-0  | 0-1  | 2-0  | ---- | 0-1  | 1-2  | 1-1  | 0-3  | 0-3  | 0-0  | 3-0  | 0-0  | 1-0  | 0-0  | 0-0  | 2-3  | 2-0  | 4-2  |
| Gazovik Orenburg      | 3-0  | 5-0  | 2-2  | 2-0  | 2-1  | ---- | 2-0  | 1-0  | 1-2  | 1-1  | 0-0  | 3-0  | 2-0  | 0-0  | 2-1  | 4-0  | 0-2  | 0-0  | 2-2  |
| Chimik Dzeržinsk      | 3-0  | 4-0  | 1-1  | 1-1  | 1-2  | 2-0  | ---- | 1-0  | 0-1  | 0-0  | 1-0  | 1-0  | 0-2  | 1-2  | 0-1  | 3-2  | 0-3  | 1-2  | 1-0  |
| Luč-Ėnergija          | 3-0  | 1-0  | 0-3  | 1-1  | 0-1  | 1-4  | 2-0  | ---- | 1-1  | 0-0  | 2-1  | 1-1  | 0-1  | 3-0  | 1-0  | 1-0  | 0-0  | 1-0  | 4-0  |
| Mordovija             | 0-0  | 3-0  | 0-1  | 1-0  | 4-1  | 1-0  | 4-0  | 1-0  | ---- | 2-2  | 2-0  | 1-0  | 4-2  | 2-0  | 1-0  | 3-0  | 1-0  | 2-2  | 3-0  |
| Neftechimik           | 1-2  | 5-1  | 2-3  | 0-1  | 1-0  | 0-1  | 2-1  | 0-2  | 0-1  | ---- | 2-1  | 1-3  | 1-2  | 4-0  | 1-3  | 0-0  | 0-0  | 1-1  | 3-2  |
| Rotor                 | 3-0  | 3-0  | 1-1  | 1-2  | 3-1  | 1-1  | 3-0  | 0-2  | 1-1  | 0-0  | ---- | 3-0  | 2-0  | 0-2  | 1-2  | 2-2  | 1-2  | 1-1  | 1-0  |
| Saljut                | 0-1  | 3-0  | 3-0  | 2-1  | 1-1  | 1-1  | 0-0  | 0-3  | 0-3  | 0-0  | 1-0  | ---- | 4-0  | 0-3  | 0-3  | 0-3  | 0-3  | 1-2  | 1-1  |
| Šinnik                | 1-0  | 4-2  | 5-0  | 1-1  | 0-1  | 0-1  | 4-0  | 1-0  | 3-0  | 3-0  | 1-0  | 0-0  | ---- | 2-0  | 1-2  | 2-1  | 2-1  | 1-0  | 0-0  |
| Sibir                 | 1-1  | 1-1  | 0-3  | 1-1  | 0-2  | 1-1  | 2-0  | 1-1  | 4-2  | 2-1  | 2-2  | 1-0  | 1-0  | ---- | 0-1  | 0-0  | 2-1  | 1-0  | 1-0  |
| SKA-Ėnergija          | 0-1  | 2-1  | 3-0  | 2-1  | 1-1  | 2-0  | 1-1  | 1-1  | 0-1  | 1-1  | 0-0  | 0-0  | 3-0  | 2-1  | ---- | 1-1  | 0-0  | 2-2  | 2-2  |
| Spartak-Nal'čik       | 1-1  | 3-1  | 0-0  | 1-1  | 3-0  | 0-1  | 0-0  | 1-3  | 1-0  | 2-1  | 1-1  | 1-0  | 1-0  | 2-0  | 2-1  | ---- | 0-0  | 0-0  | 1-0  |
| Torpedo Mosca         | 2-0  | 4-2  | 2-0  | 1-0  | 2-0  | 0-2  | 0-1  | 2-0  | 4-2  | 2-1  | 1-0  | 2-1  | 1-0  | 0-0  | 1-0  | 1-2  | ---- | 0-0  | 0-0  |
| Ufa                   | 2-1  | 2-1  | 3-4  | 3-2  | 3-0  | 1-0  | 2-1  | 0-0  | 3-0  | 1-1  | 3-2  | 1-0  | 2-1  | 0-3  | 2-0  | 0-1  | 1-0  | ---- | 1-0  |
| Enisej                | 3-0  | 4-1  | 1-3  | 0-2  | 2-1  | 0-0  | 1-0  | 1-0  | 2-4  | 1-0  | 1-4  | 3-0  | 1-1  | 1-1  | 0-1  | 1-0  | 1-0  | 3-1  | ---- |

## Spareggi promozione-retrocessione
|                        | Risultati |                        | Luogo e data           |
| ---------------------- | --------- | ---------------------- | ---------------------- |
| Torpedo Mosca          | 2 - 0     | Kryl'ja Sovetov Samara | Mosca, 18 maggio 2014  |
| Kryl'ja Sovetov Samara | 0 - 0     | Torpedo Mosca          | Samara, 22 maggio 2014 |
|                        |           |                        |                        |
| Ufa                    | 5 - 1     | Tom' Tomsk             | Ufa, 18 maggio 2014    |
| Tom' Tomsk             | 3 - 1     | Ufa                    | Tomsk, 22 maggio 2014  |
|                        |           |                        |                        |

## Statistiche

### Classifica marcatori
| Gol |  |  | Giocatore        | Squadra                   |
| --- |  |  | ---------------- | ------------------------- |
| 19  |  |  | Aleksandr Kut'in | Arsenal Tula              |
| 14  |  |  | Dmitrij Golubov  | Ufa                       |
| 12  |  |  | Illja Michal'ov  | Luč-Ėnergija, Neftechimik |
| 11  |  |  | Aleksej Ivanov   | Mordovija                 |
| 11  |  |  | Anton Bobër      | Mordovija                 |